# بحيرة تريتونيس
بحيرة تريتونيس أو مستنقع تريتونيس (باليونانية: Τριτωνίδα λίμνην) كانت عبارة عن بحيرة كبيرة من المياه العذبة في شمال إفريقيا تم وصفها في العديد من النصوص القديمة. وضع الكتاب اليونانيون في العصر الكلاسيكي البحيرة في بنغازي (بحيرة السلماني) يرد اسمها كبحيرة أسطورية في الميثولوجيا الإغريقية ينسب اسمها إلى تريتون وهو المعبود البحري الذي عبده سكان السواحل والجزر اليونانية قبل بوسيدون. وفقًا لهيرودوت، كانت تحتوي على جزيرتين. ولما اشتهر بوسيدون قل شأن تريتون عندهم فجعلوه في الميثولوجيا الإغريقية ابناً لبوسيدون من أنفتريت زوجته وملكة البحر. وأسكنوه معهما قصرهما الذهبي في أعماق البحار.

## موقعها الجغرافي لدى الإغريق

خريطة ساحل برنيس (بنغازي) حسب بطليموس

موقع البحيرة غير واضح. وذكر هيرودوت أن البحيرة مذكورة على أنها في ليبيا، وهي أرض اعتقد الإغريق القدماء أنها تحيط بعالمهم، «يغسلها البحر من كل جانب»، «يغسلها البحر من كل جانب» .«باستثناء المنطقة التي كانت ملحقة بآسيا» «في علمهم، امتدت ليبيا من مصر القديمة ووادي النيل وحوضه والجزائر ومحاذاة جنوب مصر القديمة.»
وصف كل من هيرودوت  في القرن الخامس قبل الميلاد وديودور الصقلي  في القرن الأول الميلادي البحيرة، وأعطاها هيرودوت مساحة قدرها 2300   كيلومتر مربع (900  ميل مربع)، أو نصف حجم ولاية رود آيلاند الأمريكية المعاصرة. افترض هيرودوت أنه يجب أن يكون هناك نهر كبير يصب فيها، والذي سماه تريتون.
اختلف الجغرافيون من الإغريق أنفسهم في تعيين مكانها من شمال أفريقيا فوضعها هيرودوت بالقرب من خليج قابس، ووضعها غيره في نهاية الغرب عند شواطئ المحيط الأطلسي ووضعها أغلب جغرافييهم ومؤرخوهم على مقربة شديدة من مدينة يوهسبيريدس ثم برنيس (بنغازي) حيث وضع بستان أو حديقة الهسبيريدس، وحيث يجري منها نهر ليثون.
وذكر الجغرافي اليوناني سترابو موقع هذه البحيرة عند حديثه عن موقع مدينة برنيس (بنغازي) فقال عنها: (إنها قامت فوق رأس (أو شبه جزيرة) غير حقيقي pseudopenias مع امتداد مستنقع تريتونيس حيث توجد جزيرة صغيرة في وسطه معبد لأفروديت. وبالقرب منها بحيرة الهسبيريدس التي يصب فيها نهر ليثون) ومستنقع تريتونيس الذي ذكره سترابو وذكر أنه يمتد مع امتداد المدينة الواقعة فوق الرأس يمكننا أن نجده في سبخة السلماني الواقعة التي كانت محاذية لمدينة بنغازي وتقع حاليا داخلها بعد ردمها وتوسع المدينة عليها.
أما بطليموس الجغرافي فقال عن بحيرة تريتونيس أنها تمتد من نهر ليثون، يقع قطرها عند درجة 45 47 طولاً و 10 31 عرضاً.

## ذكرها فيالميثولوجيا الإغريقية
يرد الحديث عن بحيرة تريتونس عند كل من هيرودوت في تاريخه في الفقرتين 178 و179 من الكتاب الرابع، وعند الشاعر أبولونيوس الرودسي في ملحمته الشعرية: الأرجوتيون (النشيد الرابع) حول مغامرة البطل الاسطوري جاسوني وصحبه في بحيرة تريتونيس باختلاف مع رواية هيرودوت في سياق الحوادث وفي تفصيلات المغامرة.

## دمار البحيرة الكارثي
في فترة غير معروفة، أدى الزلزال إلى انهيار السدود أو الهياكل الأرضية، والتي كانت تمنع البحيرة من الجفاف، مما تسبب في تصريف معظم المياه العذبة إلى البحر وعلى أقصى تقدير سمح بوجود بحيرة موسمية أو مستنقع. ثم من المحتمل أن تكون مرتبطة بشط الجريد، وهي بحيرة موسمية مستنقعية وضحلة، مفصولة الآن بحافة مرتفعة بارتفاع 50 مترًا بعرض عشرة كيلومترات من البحر الأبيض المتوسط. المواقع الأخرى المقترحة هي السبخات المختلفة على طول خليج سرت والأقسام الساحلية الغربية، والتي أصبحت ممتلئة بسبب تبخر الملح والجبس وكذلك الرمال المغسولة أو المنفوخة. تقع هذه المناطق تحت مستوى سطح البحر لمساحات كبيرة، وعادة ما يكون عمقها أقل من 5 أمتار فقط.